# Powiat Wysokomazowiecki
Der Powiat Wysokomazowiecki ist ein Powiat (Kreis) in der polnischen Woiwodschaft Podlachien. Der Powiat hat eine Fläche von 1288,49 km², auf der 58.335 Einwohner leben. Die Bevölkerungsdichte beträgt etwa 45 Einwohner pro Quadratkilometer (2015).

## Gemeinden
Der Powiat umfasst zehn Gemeinden, davon eine Stadtgemeinde, drei  Stadt-und-Land-Gemeinden und sechs Landgemeinden.

### Stadtgemeinde
- Wysokie Mazowieckie

### Stadt-und-Land-Gemeinden
- Ciechanowiec
- Czyżew
- Szepietowo

### Landgemeinden
- Klukowo
- Kobylin-Borzymy
- Kulesze Kościelne
- Nowe Piekuty
- Sokoły
- Wysokie Mazowieckie